# Teofil Rewoliński
Teofil Aleksander Rewoliński (ur. 14 marca 1821 w Rawie Mazowieckiej, zm. 1899 w Radomiu) – polski lekarz, urzędnik sanitarny, wydawca i redaktor, kolekcjoner.

## Życiorys
Urodzony w zubożałej rodzinie szlacheckiej, jako syn Wojciecha, wachmistrza żandarmerii wojskowej, i Magdaleny z Kotlińskich. Uczył się kolejno w Rawie Mazowieckiej, Kielcach i Radomiu, gdzie w ciężkich warunkach materialnych ukończył gimnazjum. Dzięki stypendium, w 1842-1847 studiował w Cesarskiej Akademii Medyko-Chirurgicznej w Petersburgu. Następnie, do 1859, odsłużył stypendium rządowe w armii. Jeszcze w trakcie służby wojskowej objął stanowisko ordynatora Szpitala Ujazdowskiego w Warszawie, którego wykonywanie przerwał, skierowany do sztabu głównego wojsk rosyjskich w kampanii węgierskiej (1849). Później objął podobne stanowisko w Łowiczu. W 1852 Rada Lekarska Królestwa Polskiego przyznała mu stopień doktora medycyny po obronie (niedrukowanej) pracy De abscessu fridigo seu lymphatico. Niedługo potem powołany do służby w wojnie tureckiej (1853-1856), gdzie objął stanowisko lekarza sztabu głównego; przebywał w Kiszyniowie, następnie w Księstwach Naddunajskich (1854 - lekarz naczelny szpitali wojennych w Krajowej, Bukareszcie i Bałcie).
Zwolniony z wojska przyjął Rewoliński stanowisko lekarza powiatowego w Siedlcach. Po złożeniu w 1862 przed Radą Lekarską egzaminów służbowych i przedstawieniu rozpraw: Topograficzno-lekarski opis Wołoszczyzny oraz O epidemii szkorbutu grasującej nad Dunajem w wojskach cesarsko-rosyjskich podczas kampanii r. 1855 (obydwie niepublikowane), uzyskał kwalifikacje niezbędne do objęcia funkcji inspektora lekarskiego guberni augustowskiej w Suwałkach (od 1863). Wystąpił wtedy z koncepcją tworzenia komitetów sanitarnych we wszystkich miastach Królestwa Polskiego. Komitet taki zorganizował w Suwałkach, zaś w 1877 z jego inspiracji także w Radomiu. W 1865-80 Rewoliński pracował jako inspektor sanitarny guberni radomskiej. Na tym stanowisku zaangażował się znacząco w działalność, mającą na celu poprawę stanu sanitarnego miasta i guberni. Z jego inicjatywy zarządzono kontrolę stanu domów, zwłaszcza mieszkań, we wszystkich miastach i wielu gminach. Dzięki jego osobistej aktywności, zreformowano prawodawstwo lokalne dotyczące felczerów. W tej dziedzinie Rewoliński opublikował m.in. Kwestia felczerska. Uporządkowanie praktyki felczerskiej w guberni radomskiej ("Klinika" 1868) oraz Kwestia higieny publicznej w guberni radomskiej ("Gazeta Lekarska" 1871: 19). Rewoliński występował również przeciwko działalności znachorów i niewykwalifikowanych "babek" położnych. W tym celu korzystał często z uprawnień inspektora sanitarnego i innych przepisów (także z sankcjami karnymi), co spowodowało przesiedlenie się wielu znachorów z guberni radomskiej. Z jego inicjatywy rozpoczęto szkolenie akuszerek i organizację izb położnych w miastach guberni, co ograniczyło rolę "babek".
Rewoliński był płodnym publicystą z zakresu higieny publicznej. W jego obfitej twórczości pisarskiej przeważały artykuły prasowe i popularnonaukowe dotyczące organizacji służby zdrowia i inspekcji sanitarnej. Ogłaszał również artykuły kazuistyczne z zakresu wenerologii, położnictwa, chorób zakaźnych i epidemiologii. Należał do najbieglejszych urzędników służby zdrowia w Królestwie Polskim, co potwierdza jego praca nad rewizją prawodawstwa sanitarnego. Chętnie i nieustępliwie wypowiadał się o potrzebie realizacji nowoczesnych koncepcji organizacji służby zdrowia (m.in. Odpowiedzi na pytania umieszczone w okólniku przez Komitet ustanowiony do rewizyi ustawy i organizacji służby cywilno-lekarskiej w Królestwie, "Tygodnik Lekarski" 1863: 14-17 - za którą uzyskał nagrodę tegoż tygodnika).
5 stycznia 1869 został wybrany na członka korespondenta Towarzystwa Lekarskiego Warszawskiego w uznaniu prac ogłoszonych drukiem z zakresu medycyny sądowej i policji lekarskiej. Od 60. XIX w. zaangażował się w działalność samoorganizacyjną przedstawicieli zawodów medycznych w Królestwie; 1863-86 jako członek Kasy Wsparcia Podupadłych Lekarzy zbierał środki dla jej podopiecznych w guberniach augustowskiej i radomskiej. Brał czynny udział w zjazdach i sympozjach lekarzy oraz przyrodników polskich w Poznaniu, Krakowie i Lwowie. Podjął próbę zorganizowania lokalnego towarzystwa lekarzy guberni radomskiej, jednak po wstępnych rozmowach, projekt ten nie znalazł szerszej akceptacji z powodu przewidywanego wyłączenia z niego lekarzy-Żydów.
Po przejściu na emeryturę poświęcił się Rewoliński pracy dziennikarskiej. W październiku 1883 założył, wydawał własnym sumptem i redagował (do końca 1888) "Gazetę Radomską". Pisywał regularnie do "Kłosów", "Tygodnika Illustrowanego" i "Wędrowca".
Teofil Rewoliński zajmował się również archeologią, a przede wszystkim numizmatyką. Był jednym z pierwszych polskich badaczy XIX stulecia, który dokładniej zainteresował się polskimi medalikami religijnymi i patriotyczno-religijnymi. Własnym wysiłkiem utworzył zbiór medali związanych z historią Polski, znakomitych Polaków, medalików religijnych, znaków pieniężnych; miał szerokie kontakty wśród kolekcjonerów w kraju (korespondował m.in. z Janem Matejką), ale również w Czechach, zwłaszcza w Pradze, i w Rzymie. Zdołał zgromadzić unikatową kolekcję polskich medali i medalików o treści religijnej. Zbiór numizmatyczny Rewolińskiego był uważany za jeden z większych w kraju. W okresie opracowywania katalogu swoich zbiorów (1877) Rewoliński mógł pochwalić się 1324 medalami o tematyce historycznej (w tym 135 dotychczas nie opisanych), 117 medalionami portretowymi królów polskich, 324 żetonami, markami, liczmanami i znakami pieniężnymi oraz 1200 medalikami religijnymi. Kolekcja ta uległa rozproszeniu - jej część znajduje się w Muzeum im. Emeryka Hutten-Czapskiego w Krakowie (MNK), niewielkie jej części w Domu Jana Matejki (dary Rewolińskiego dla malarza-kolekcjonera) oraz w Muzeum Sztuki Medalierskiej we Wrocławiu.
Rewoliński ożenił się z Adelą z Waryńskich, która zmarła przed nim. Z tego małżeństwa miał dwoje dzieci: córkę Julię, która w 1886 prowadziła antykwariat w Radomiu, i syna Leona Konstantego (ur. 1845), polonistę, nauczyciela w gimnazjum radomskim.
Pasją jego życia były jednak badania i poszukiwania archeologiczne. Dążył do stworzenia najpełniejszej kolekcji polskich medali historycznych i religijnych. Był członkiem zwyczajnym „Towarzystwa numizmatycznego” w Krakowie. Pochowany jest na cmentarzu rzymskokatolickim w Radomiu. Od roku 1969 Teofil Rewoliński jest patronem radomskich numizmatyków. W 1974 wydano medal z jego podobizną.

## Publikacje
- Katalog medali historycznych polskich i związek z historją polską mających, Radom, 1879
- Katalog w Warszawskim Przeglądzie bibljograficzno – archeologicznym, (t. I i II)
- Medale religijne odnoszące się do Kościoła Katolickiego we wszystkich krajach dawnej Polski. Znajdujące się w zbiorze Dra med. T. Rewolińskiego w Radomiu, Cz. 1-2. Tablic lit. 31. Kraków 1885-1887. (W roku 2001 Zarząd Główny PTN wydał reedycje tego katalogu.)
- Katalog medali i jetonów znakomitych Polaków, począwszy od panowania Zygmunta I. aż do ostatnich czasów, z dołączeniem spisu medalionów ściennych portretowych królów polskich i sławnych polaków oraz liczmanów, marek znaków i pieniędzy osób prywatnych, zakładów fabrycznych i przemysłowych z 18 wieku i późniejszych., Radom, 1877
- Katalog zbioru medali koronacyjnych obrazów Matki Boskiej w krajach dawnej Polski, kościelnych, dawnych i nowoczesnych., Radom, 1879